# Normes ortogràfiques

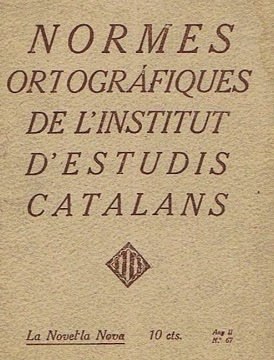
Normes ortogràfiques, Titelseite

Die Normes ortogràfiques (katalanisch für „Orthografische Normen“) ist ein Regelwerk, welches das Institut d’Estudis Catalans am 24. Januar 1913 veröffentlichte, mit der Absicht, die Orthographie des Katalanischen zu standardisieren und zu vereinheitlichen. Die 24 Normen entstanden aus dem Bedürfnis, die bestehende Schrift- und Literatursprache zu modernisieren und zu normieren. Diese Normen waren wegweisend für das gegenwärtige Katalanische, das dank diesem Regelwerk anderen europäischen Schriftsprachen gleichgestellt wurde, was die Kultivierung aller modernen Literaturgenres sowie den Ausbau jeder Form von Fachkommunikation anging: Presse, Wissenschaft, Verwaltung, Bildung, Gesetzgebung und Handel.
Für die Ausarbeitung dieses Regelwerks bildete das Institut einen Ausschuss, der sich aus Mitgliedern aller Institutsabteilungen zusammensetzte: Antoni Maria Alcover, Josep Carner i Ribalta, Frederic Clascar, Pompeu Fabra, Lluís Segalà i Estalella, Jaume Massó i Torrents, Miquel dels Sants Oliver, Antoni Rubió i Lluch, Pere Coromines i Montanya und Eugeni d’Ors. Pompeu Fabra war damit beauftragt, ein Formular zu entwickeln, das von den Ausschussmitgliedern analysiert, besprochen und abgestimmt wurde. Durch dieses Regelwerk gelang es dem Institut, die katalanische Sprache mit einem Instrument auszustatten, das die unabdingbare Grundlage für die Erstellung der darauffolgenden Standardnachschlagewerke darstellen sollte, nämlich der Gramàtica catalana („Katalanische Grammatik“, 1918) und dem Diccionari General de la Llengua Catalana („Wörterbuch der katalanischen Sprache“, 1932).
Die neuen Regeln fanden sofort Zuspruch in der Tagespresse, mehreren Zeitschriften und den meisten Schriftstellern. Die Standardisierung sorgte auch für einen Einzug des Katalanischen in das Schul- und Hochschulsystem. Enric Prat de la Riba rief in diesem Zusammenhang zur Einheit und Disziplin der Katalanen auf. Infolgedessen übernahmen auch zahlreiche lokale Verbände die neuen Regeln. Die Kraft der kulturellen und politischen Welt spielte eine Schlüsselrolle für den Erfolg der Normes, die Einheit der Sprache und, letztendlich, für den verstärkten Wiedereinzug des Katalanischen in die öffentliche Sphäre.
Trotz des Zuspruchs unter der Bevölkerung und der amtlichen Welt bekämpfte eine nicht unwesentliche Gruppe bekannter Persönlichkeiten das neue Regelwerk. Unter den Antinormisten waren bekannte Literaturkritiker und Intellektuelle wie Francesc Carreras i Candi, Jaume Collell i Bancells, Josep Franquesa i Gomis, Francesc Matheu i Fornells, Apel·les Mestres, Ramon Miquel i Planas, Ernest Moliné i Brasés und andere. Sie gründeten 1915 eine Acadèmia de la Llengua Catalana („Akademie der katalanischen Sprache“), die 1916 die Regles ortogràfiques („Orthografische Regeln“) veröffentlichte. Diese hatten jedoch keinen Erfolg.